# Prophétie de Jérôme Botin
La Prophétie de Jérôme Botin est un texte prophétique publié après la Révolution française. Attribuée à un religieux catholique du XVe siècle, cette prophétie est peut-être une œuvre apocryphe de propagande contre-révolutionnaire.

## Contenu

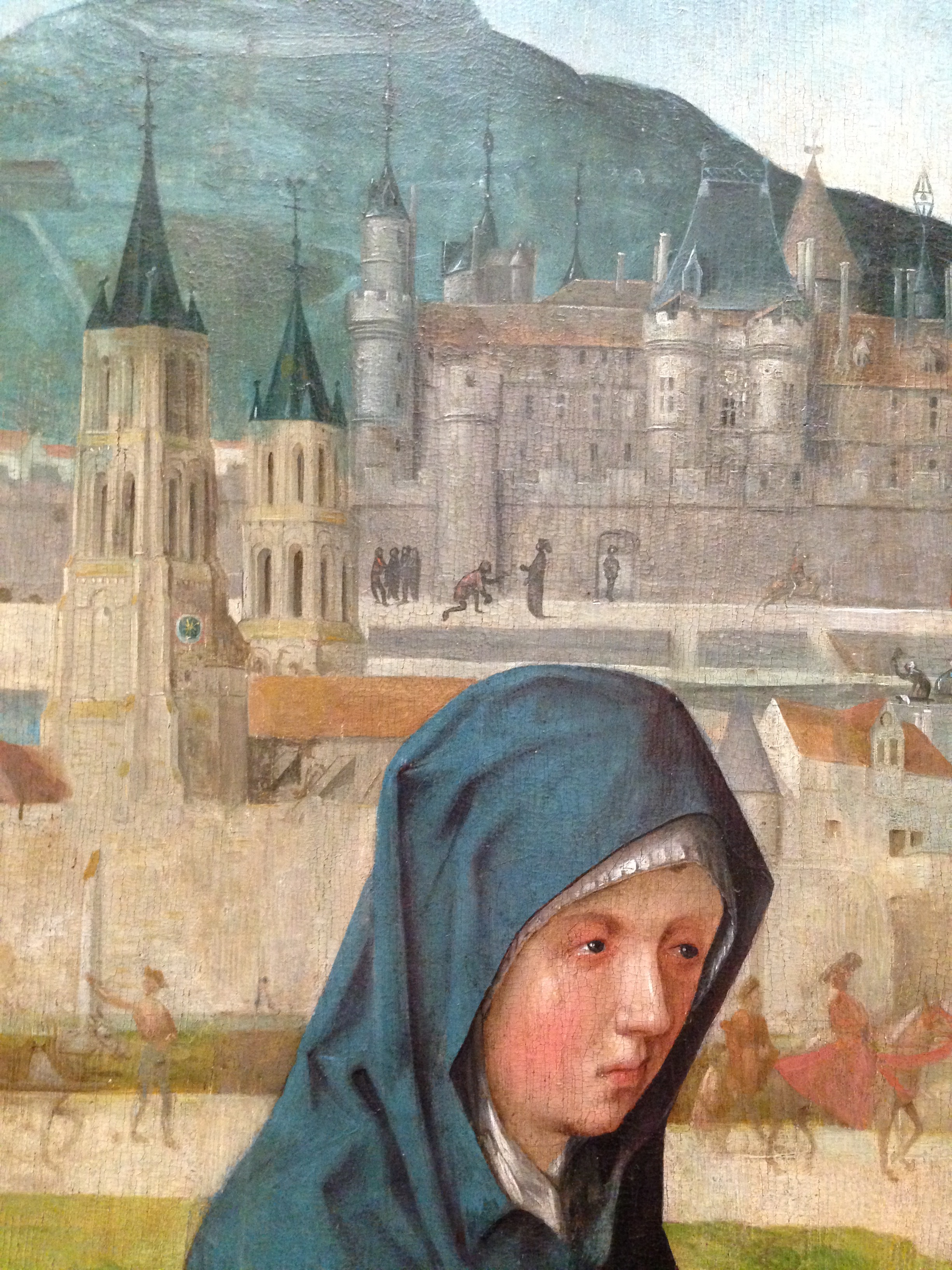
L'abbaye de Saint-Germain-des-Prés au XV (détail de la Pietà du Maître de Saint-Germain-des-Prés).

Présenté comme la traduction de la troisième partie d'un manuscrit issu de la bibliothèque de l'abbaye de Saint-Germain-des-Prés, le texte est attribué à un religieux de cette abbaye, Jérôme Botin (d) de Cahors (vers 1358-1420, ou vers 1364-1426), qui l'aurait rédigé en 1410 sous la dictée de « l'Esprit ».
Ses prédictions concernent l’Église et la monarchie. Portant sur quatre siècles, elles semblent annoncer des événements tels que :
- la Réforme protestante (« Un siècle s'écoulera, et l'héritage du Seigneur sera divisé [...] et l'intérêt, sous le masque de la réforme, tentera de tout renverser »)[2] ;
- le règne de Louis XIV (« Après un autre siècle, ou à peu près, l'héritage du Seigneur ne sera plus divisé, au moins pour les Gaulois : il règnera sur eux un prince duquel il est écrit : Arme-toi de ton épée et la mets à ton côté. [...] Son règne très-long sera un règne de justice et de force »)[3] ;
- la chute et l'exécution de Louis XVI (« Et après un autre siècle [...], il règnera un prince, l'oint du Seigneur, homme doué de vertus, de douceur ; et les ouvriers d'iniquités mettront sa tête à prix, épuiseront contre lui leur malice, le réduiront en captivité, et sa fin sera plus malheureuse que le commencement »)[4] ;
- le Premier Empire et les guerres napoléoniennes (« Mille fois malheur au peuple qui s'est révolté contre l'autorité et qui a renversé les lois : il a arraché de la prospérité jusqu'à la racine ; il a brisé ses lys, l'aigle planera sur lui, il ravira et détruira sa proie [...]. Ses enfants armés du glaive périront par l'épée »)[5].

La prophétie annonce, qu'au XIXe siècle (« après que quatre siècles seront plus qu'écoulés » depuis 1410), « les ouvriers d'iniquités seront détruits [...] et il y aura un enfant du sang du roi que donneront les gens d'Artois ; il gouvernera avec prudence et honneur la France ».

## Publication et contexte
Le texte a été publié pour la première fois au cours des années 1790, dans une brochure de quatre pages, anonyme et non datée, dont la bibliothèque de Boston conserve un exemplaire ayant appartenu à Claude-Antoine Rudel (mort en 1807). Cette brochure est censée reproduire une lettre écrite au plus tard en 1790, dans laquelle un religieux de l'abbaye transcrit et traduit le document, qu'il aurait redécouvert vers 1770.
Malgré sa prétendue origine médiévale, le texte correspond, par ses préoccupations, à la propagande contre-révolutionnaire émanant des milieux royalistes, notamment après Thermidor. Il est donc probable qu'il s'agisse d'une œuvre forgée après la mort de Louis XVI en 1793, voire après celle de Louis XVII en 1795. En effet, la prédiction de l'avènement futur d'« un Enfant du sang de Roi, que donneront les gens d'Artois » pourrait faire allusion à la Seconde maison d'Artois et aux deux jeunes fils du comte d'Artois : étant donné la mort de Louis XVII et l'union notoirement stérile entre Louis XVIII et Marie-Joséphine de Savoie, ces princes étaient les seuls à pouvoir perpétuer la descendance royale au-delà de 1795.
En novembre 1830, le libraire parisien Édouard Bricon (d) (1803-1889), qui tient la « Librairie catholique » du no 19 de la rue du Vieux-Colombier, publie un Nouveau recueil de prédictions contenant la prophétie de Jérôme Botin. Son texte diffère assez sensiblement de l'édition anonyme précédente qui, par exemple, ne contient pas le passage sur l'aigle évoquant Napoléon.
Bricon affirme que sa version lui aurait été communiquée par une personne qu'il ne nomme pas. Celle-ci ne l'aurait pas possédé depuis longtemps, contrairement à deux autres personnes avec lesquelles Bricon aurait été en contact, un correspondant anonyme vendômois, qui en aurait acquis une version légèrement différente avant 1805, et un certain « M. de B. », qui serait le propriétaire d'une autre version depuis plus de quarante ans, donc avant 1790. Ces précisions, données par Bricon, sont censées établir l'authenticité de l’œuvre.
Au début de l'année 1840, soit près de dix ans après Bricon, l'essayiste Henri Dujardin affirme avoir été convaincu de l'authenticité de la prophétie après avoir eu entre les mains une quatrième ou cinquième version du texte, copiée en 1815 par Xavier-Evremond Harissart (1792-1859) et revêtue de la signature de Monseigneur Dubourg, évêque de Louisiane, le 13 février 1819. Interrogé par Dujardin sur l'identité de « M. de B. », Bricon lui a répondu qu'il s'agissait de l'ancien député Nicolas Bergasse, mort en 1832. Bricon a également remis à Dujardin la version transmise par l'anonyme de Vendôme.

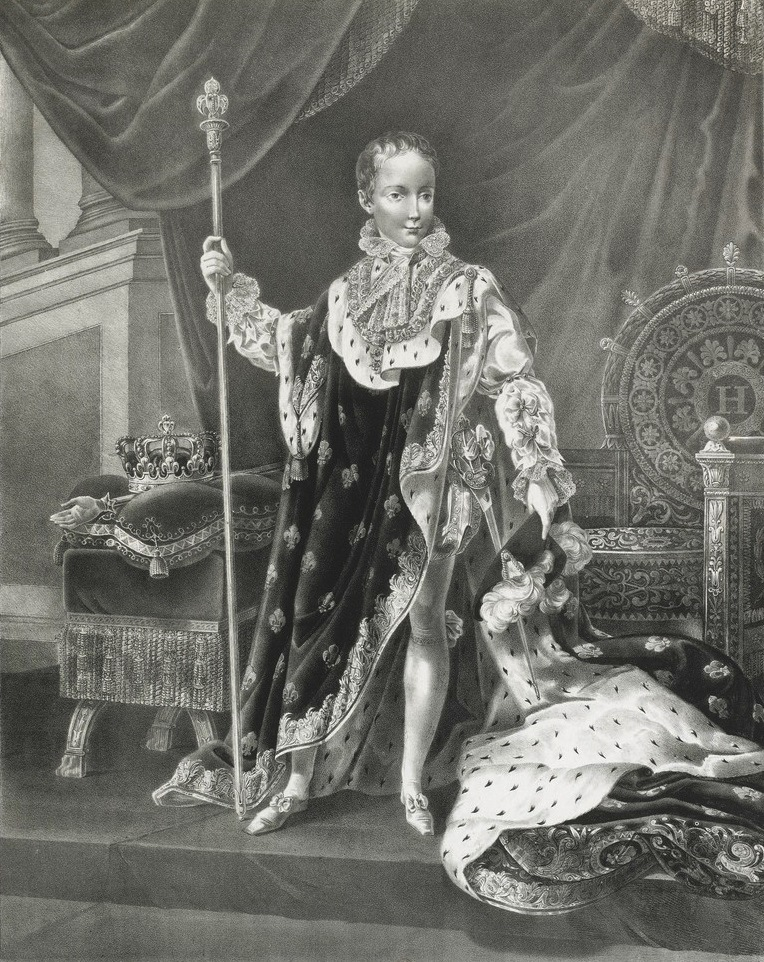
Portrait d'« Henri V » (Henri d'Artois) en tenue de sacre (lithographie légitimiste anonyme, vers 1833).

Probablement due à la plume d'un obscur auteur contre-révolutionnaire, la prophétie a ainsi connu un écho plus important à partir de 1830, notamment en raison du passage concernant l'« enfant du sang du roi que donneront les gens d'Artois ». En effet, selon les légitimistes, ces lignes se rapporteraient au prince Henri d'Artois, duc de Bordeaux, né en 1820, donc plus d'un an après l'attestation de Monseigneur Dubourg. Dépossédé de son statut d'héritier présomptif de la couronne par la Révolution de juillet 1830, le jeune Henri est considéré comme le prétendant légitime au trône de France par les légitimistes depuis que son grand-père Charles X et son oncle Louis-Antoine ont abdiqué en sa faveur (2 août 1830). Publiée quelques mois plus tard par Bricon, un libraire proche des milieux légitimistes, la prophétie aurait donc été reprise et modifiée dans ces mêmes milieux.
Ce texte s'inscrit par ailleurs dans une vogue de récits prophétiques royalistes, tout d'abord suscités par la foi survivantiste au profit des faux Louis XVII puis par la propagande légitimiste en faveur de « l'enfant du miracle ». L'annonce du règne d'un grand roi à l'issue de longues tribulations y rejoint le thème du Grand Monarque.